# Lucas Scholl
Lucas-Julian Scholl (* 5. Juli 1996 in München) ist ein deutscher Fußballspieler.

## Karriere
Scholl spielte zunächst in der Jugend des FC Bayern München. Ab der Saison 2012/13 spielte er für die U-17 der Bayern in der B-Junioren-Bundesliga, in der er in jener Spielzeit zu 24 Einsätzen kam. Zur Saison 2013/14 rückte er in den Kader der U-19 auf. In seiner ersten Spielzeit in der A-Jugend kam er zu 20 Einsätzen in der A-Junioren-Bundesliga und absolvierte zudem vier Spiele in der UEFA Youth League. Ohne zuvor überhaupt nur für die Amateure gespielt zu haben, stand Scholl im August 2014 gegen den VfL Wolfsburg erstmals im Profikader der Münchner. Für die Profis kam er allerdings zu keinem Einsatz. In der Saison 2014/15 kam er zu 23 Einsätzen für die U-19 in der Bundesliga und fünf Einsätzen in der Youth League.
Zur Saison 2015/16 rückte er in den Kader der zweiten Mannschaft der Bayern. Im August 2015 debütierte er in der Regionalliga, als er am siebten Spieltag jener Saison gegen den SV Schalding-Heining in der 74. Minute für Julian Green eingewechselt wurde. Im Oktober 2015 erzielte er bei einem 2:2-Remis sein erstes und einziges Tor für Bayern II in der vierthöchsten Spielklasse. In eineinhalb Jahren bei Bayern II kam er zu 23 Regionalligaeinsätzen.
Im Januar 2017 wechselte Scholl zum Regionalligisten Wacker Nordhausen. In drei Jahren in Thüringen absolvierte er 50 Spiele in der Regionalliga und erzielte dabei fünf Tore. Im Januar 2020 kehrte er in die bayrische Regionalliga zurück und wechselte zum VfR Garching. Für Garching kam er aufgrund der durch die COVID-19-Pandemie bedingten Saisonunterbrechung nur zu einem Einsatz.
Im August 2020 wechselte Scholl zum österreichischen Zweitligisten SV Horn. Sein Debüt in der 2. Liga gab er im September 2020, als er am ersten Spieltag der Saison 2020/21 gegen den SC Austria Lustenau in der 65. Minute für Stephan Schimandl ins Spiel gebracht wurde. Für Horn kam er zu 16 Einsätzen, ehe er im April 2021 suspendiert wurde. Nach der Saison 2020/21 verließ er die Horner.
Nach einer Spielzeit ohne Klub wechselte er zur Saison 2022/23 zum viertklassigen FC Wacker Innsbruck.

## Persönliches
Sein Vater Mehmet (* 1970) war ebenfalls Fußballspieler und wurde mit Deutschland Europameister und mit Bayern München acht Mal deutscher Meister.